# Ладозька (станція метро)
59°55′56″ пн. ш. 30°26′31″ сх. д. / 59.93222° пн. ш. 30.44194° сх. д.
Ладозька (рос. Ладожская) — тимчасово закрита станція Правобережної лінії Петербурзького метрополітену, розташована між станціями «Новочеркаська» і «Проспект Більшовиків». 
Станція відкрита 30 грудня 1985 у складі дистанції «Площа Олександра Невського-2» - «Проспект Більшовиків».
4 березня 2023 закрита на капітальний ремонт.

## Вестибюль
Наземний вестибюль був першою чергою будівництва проектованого в той час Ладозького вокзалу. Покриття ескалаторного залу, виконане з металевих конструкцій, згодом планувалося перемістити вгору методом підйому поверхів. Воно повинно було зайняти місце одного з шести вінчаючих вокзал ліхтарів, що забезпечують природне освітлення внутрішніх приміщень. На головному фасаді, оздобленому сааремським доломітом, темно-сірим гранітом, і стемалітом, симетрично виявлені зони входу і виходу — вони перекриті винесеними вперед козирками. Над покрівлею підноситься великий засклений по периметру ліхтар. Підтримувана колонами стеля, в своїй центральній частині має форму неправильного восьмигранника, перекритий армоцементною структурою. До неї, в свою чергу, підвішена люстра, що повторює собою восьмикутні обриси світлового ліхтаря. Портали як над входом в ескалаторний тунель, так і над просторим виходом з нього суцільно оздоблені сіро-блакитним уфалєйським мармуром. По всій тильній стороні були влаштовані заділи під майбутні проходи на залізничні платформи, задекоровані під суцільні вітражі. При будівництві Ладозького вокзалу по відмінному від початкового задуму проекту заділи були реалізовані. Наземний павільйон був суміщений з вокзальним комплексом.

## Технічна характеристика
Конструкція станції — односклепінна глибокого закладення (глибина закладення — 61 м)
Вихід у місто починається з північного торця станції і здійснюється по чотиристрічковому похилому ходу.
Вихід у місто на Заневський проспект та проспект Енергетиків, до площі Карла Фаберже, а також до о пасажирських платформ Ладозького вокзалу.

## Оздоблення
Інтер'єр центрального залу в незвично простій формі нагадує про трагічні дні блокади і героїчний патріотизм людей, що рятували голодуюче місто завдяки «Дорозі життя». 
Торці підземного залу і колійні стіни по низу виконані сіро-блакитним Уфалєйським мармуром, що асоціюється з водами Ладоги, і увінчані фризом з темно-сірого полірованого граніту з назвою станції. Торшери, оздоблені білим мармуром, є джерелами світла: через їх бронзові екрани з пам'ятними датами «1941-1944» вони випромінюють пучки світла (що нагадує свічки за загиблими). Величезний простір залу крім 22 світильників-торшерів «населяють» собою три пари масивних лав. Підлога на всій площі встелена сірими гранітними прямокутниками, окантованими чорними смугами лабрадориту. У торці станції передбачалося розташувати мармурову композицію «Тороси ладозького льоду». Але ідея архітекторів не була реалізована повністю і торець прикрашає тільки біломармурова стела в обрамленні темного порталу з написом «1941 ДОРОГА ЖИТТЯ 1944» з бічним підсвічуванням.
У 2006 році освітлення було замінено на натрієве, в результаті чого станція не сприймається трагічно-меморіальною.   

## Ресурси Інтернету
- «Ладозька» на metro.vpeterburge.ru [Архівовано 24 березня 2012 у Wayback Machine.](рос.)
- «Ладозька» на ometro.net(рос.)
- «Ладозька» на форумі SubwayTalks.ru [Архівовано 8 квітня 2014 у Wayback Machine.](рос.)
- Санкт-Петербург. Петроград. Ленінград: Енциклопедичний довідник. «Ладозька»(рос.)